# Легостаевский район
Легостаевский район — административно-территориальная единица в составе Ново-Николаевской губернии, Сибирского и Западно-Сибирского краёв и Новосибирской области РСФСР, существовавшая в 1924—1929 и 1935—1954 годах.

## История
Легостаевский район был образован 12 сентября 1924 года в составе Черепановского уезда Ново-Николаевской губернии. Центром района было назначено село Легостаево.
9 декабря 1925 года он вошёл в состав Ново-Николаевского (Новосибирского) округа Сибирского края.
В 1929 году Легостаевский район был упразднён.
Вторично Легостаевский район был образован в составе Западно-Сибирского края 18 января 1935 года.
28 сентября 1937 года Легостаевский район был отнесён к Новосибирской области.
В 1945 году в район входили 14 сельсоветов: Агафонихинский, Валовский, Верх-Иковский, Владимировский, Горловский, Гусельниковский, Дергаусовский, Кинтерепский, Кучеровский, Легостаевский, Мостовский, Ново-Соседовский, Усть-Чёмский, Чёмский.
23 декабря 1954 года Легостаевский район был упразднён, а его территория разделена между Маслянинским и Тогучинским районами.